# Villa Fontana
Villa Fontana o Villafontana (Vélla Funtèna nel dialetto locale) è la frazione più popolosa del comune di Medicina, nella città metropolitana di Bologna. Un tempo fu un comune autonomo, dotato di pieve, di convento e di partecipanza agraria. Si trova 3 km a ovest dal capoluogo comunale; 15 km a est di Bologna e 9 km a nord dai colli bolognesi.

## Geografia fisica
Villa Fontana è situata nella campagna bolognese, a poca distanza dalla Romagna e dal Ferrarese. A nord della campagna villafontanese sono localizzate alcune valli della bassa bolognese.

### Idrografia e clima
Il territorio è attraversato da diversi scoli di canalizzazione delle acque. Tra essi il Garda alto, che scorre dietro la chiesa parrocchiale e ne dà il nome (Santa Maria in Garda). A ovest dell'abitato scorre il torrente Gaiana, proveniente dal monte Calderaro nel massiccio del Monte Grande, il quale confluisce nel torrente Quaderna, di cui è il principale tributario. A nord dell'abitato scorre il canale Emiliano Romagnolo.
Il clima è temperato umido con estate calda (Cfa); la temperatura media annua è 13,6 °C; le precipitazioni annue sono 709 mm e sono distribuite in egual modo con due massimi in autunno e in primavera.
Durante la brutta stagione (soprattutto verso novembre) è tipica la nebbia spesso molto fitta; essa a volte ghiaccia e forma la galaverna.
Gli inverni sono piuttosto rigidi con molte gelate, la neve cade almeno una volta l'anno con discreti accumuli; in casi eccezionali vi sono state nevicate di oltre un metro. Può nevicare da novembre ad aprile, anche se di solito solo nel bimestre dicembre-gennaio.
In estate è molto caldo e umido quindi afoso con temperature massime vicine ai 40 °C e temperature percepite ancora più alte, questa tendenza si sta aggravando sempre di più in questi anni. 
Non essendoci industrie ed essendo circondata dalla campagna, la qualità dell'aria a Villa Fontana è molto buona, anche rispetto al centro di Medicina.
A nord del borgo sono situate delle valli che fanno parte della rete europea di aree protette Natura 2000 con il nome di Biotopi e ripristini ambientali di Medicina e Molinella che costituiscono una parte dei resti dell'antica Valle Padusa. Sono formati da paludi e boschi igrofili dove vivono diverse specie protette di uccelli, mammiferi, rettili, insetti, anfibi e pesci d'acqua dolce. Come avocette, aironi cenerini e spatole.

## Storia
Nel territorio di Villa Fontana sono passati diversi popoli: Villanoviani, Etruschi, Celti, Galli Boi, Romani, Bizantini e Longobardi. Di ognuno di essi sono stati trovati diversi reperti. Molto probabilmente l'origine del borgo si attesta verso la fine del VII secolo con la costruzione della pieve, che oggi è la parrocchia di Santa Maria in Garda di Villa Fontana; nel museo civico è conservato un fonte battesimale in pietra datato all'VIII secolo donato dalla parrocchia di Villa.
Il primo documento che attesta l'esistenza di Villa Fontana si trova in un editto di Federico Barbarossa del 1155. Nel documento imperiale si prometteva agli abitanti di Casa de Fontana (antico nome del borgo) l'esenzione dalle tasse a torto di Bologna se essi fossero rimasti fedeli all'imperatore nella rivolta dei comuni nel Nord Italia. Gli storici si dividono sull'origine del nome del paese: una teoria è che fosse la "casa dei Fontana" (cognome diffuso nella zona) oppure secondo un'altra teoria che vi fosse semplicemente una casa con una fontana.
Secondo la leggenda Matilde di Canossa, feudataria molto potente del Sacro Romano Impero, non avendo avuto eredi, avrebbe donato agli abitanti alcuni terreni fondando la Partecipanza agraria; molto probabilmente però furono consegnati invece dal vescovo di Bologna e dall'abate di Nonantola nell'XI-XII secolo per incentivare la coltivazione in una zona molto povera e bonificare i terreni insalubri.
Nel 1305 Villa Fontana divenne comune autonomo da Medicina, con sede del municipio presso il palazzo della Partecipanza, il cui stemma comunale è tuttora simbolo dell'ente. Le frazioni del comune di Villa Fontana erano San Donino, Fiorentina, Borgo San Paolo, Fossatone e Sant'Antonio della bassa Quaderna tutte annesse a Medicina. Villa entrò a far parte dello Stato della Chiesa e vi rimase fino al Risorgimento.
L'esenzione dalle tasse durò fino al 1740 grazie agli avvocati che ogni volta che veniva confutata la validità dell'editto in tribunale, visto che Villa Fontana non faceva più parte del Sacro Romano Impero, riscattavano la legittimità dell'antico scritto. In quell'anno Papa Benedetto XIV (di origine bolognese), decretò la cessazione dell'autonomia finanziaria (insieme a quella di Medicina) per restaurare il dominio di Bologna su questi territori. Per celebrare il ritorno dei comuni di Villa Fontana e di Medicina sotto Bologna, il papa fece costruire un monumento in Piazza Maggiore, ancora oggi visibile.
Nel 1796 gli invasori napoleonici decretarono, contro la strenua volontà della comunità villafontanese, la soppressione del comune di Villa Fontana e la sua annessione Medicina, ma grazie anche alla Partecipanza, Villa mantenne una certa autonomia culturale. Comunque da allora Villa Fontana seguì il destino di Medicina: nel 1859 fu annessa al Regno di Sardegna che nel 1861 diventò Regno d'Italia.
Durante la seconda guerra mondiale il paese fu attraversato dalla Linea Gotica (1944-1945): e divenne un crocevia di partigiani e fiancheggiatori ma allo stesso tempo fu uccupata dai nazifascisti che cercarono di stanarli per tutta la guerra. Lungo le rive del torrente fu combattuta la battaglia della Gaiana tra gli alleati e i nazisti. Una bomba brillò vicino alla chiesa danneggiando la facciata che venne rifatta nel 1953; diverse bombe inesplose sono ancora sepolte sotto i campi coltivati quindi irraggiungibili e inoffensive. La sede locale dell'ANPI è nel capoluogo comunale.

## Monumenti

### Architetture religiose
- Chiesa di Santa Maria in Garda, fine VII secolo[4] è un'antichissima pieve edificata nell'Alto Medioevo venne poi ristrutturata e ampliata nel corso dalla sua lunghissima storia. Al suo interno sono conservati diversi dipinti e opere d'arte del '600 e del '700;
- Oratorio di Santa Maria del Fiore, XVII-XIX secolo[5] costruito per la prima volta nel 1615 per ospitare l'immagine della Madonna del Fiore venne riedificato perché pericolante nel 1828 con forme neoclassiche;
- Oratorio di San Marco è posto all'incrocio tra via Olmo e il torrente Gaiana vicino alla targa che ricorda la battaglia avvenuta in loco nella seconda guerra mondiale;
- Ex convento "Il ritiro", XV secolo, edificato dai camaldolesi, con annesso l'Oratorio di Santa Maria del Fiore dotato di un'entrata ad archi e chiostro;
- Chiesa dei Santi Giovanni Battista e Donnino, fu costruita nel XVIII secolo con forme barocche; all'interno molto particolare era la volta stellata. Poco distante da Villa Fontana, un tempo attorno alla chiesa vi era un paese. Dal 1995 non è più parrocchia ed ora è in serio pericolo di crollo.

### Architetture civili
- Partecipanza agraria, XI-XII secolo, palazzo della Partecipanza fine XVIII secolo. La partecipanza è una forma di proprietà collettiva. Secondo regole risalenti addirittura all'anno 1000, il patrimonio fondiario viene ripartito fra tutti gli aventi diritto, ovvero i discendenti delle famiglie che ottennero il privilegio al momento della prima costituzione. La Partecipanza di Villa Fontana è proprietaria di un fondo (tenuta "la Valòna") di circa 860 ettari, che ogni 18 anni viene suddiviso tra i cosiddetti "Partecipanti utenti";
- Vecchia fontana pubblica, costruita nel 1832 dall'impresa Scarabelli su un pozzo più antico, dava acqua potabile ma si seccò nel 1950 a causa dell'abbassamento della falda acquifera;
- Passaggio o scorciatoia per piazza Bersani, scavata nei caseggiati quattrocenteschi vicino alla Farmacia comunale;

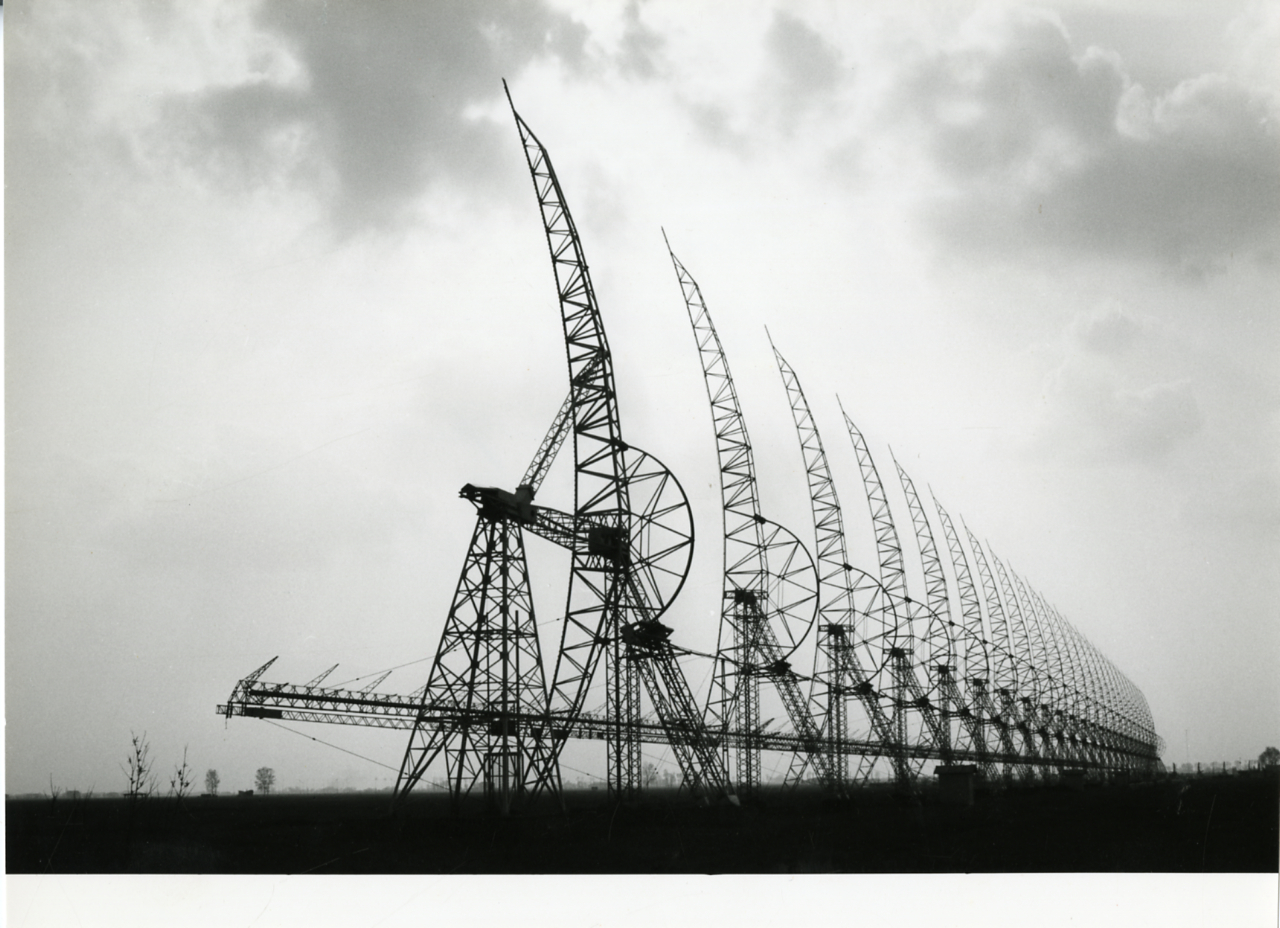
Antenne della "Croce del Nord"

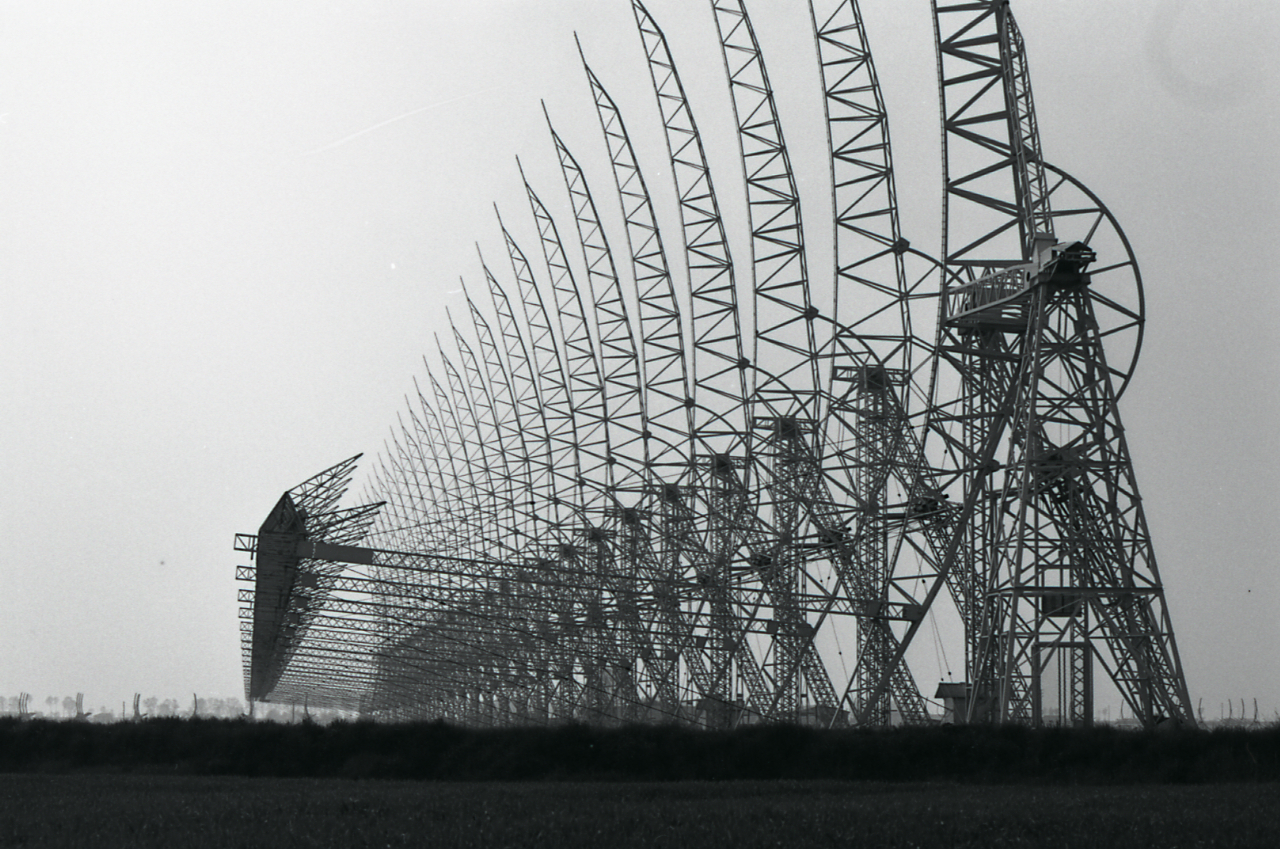
Radiotelescopi

- Piazza Bersani;
- Piazza della Partecipanza.

## Luoghi d'interesse
- Radiotelescopio "Croce del Nord";
- Biotopi e Ripristini ambientali di Medicina e Molinella. Sono un sito di importanza comunitaria e una zona di protezione speciale (ZPS) secondo Natura 2000. Sono i più ampi della bassa pianura bolognese, di zone umide d'acqua dolce. A ridosso del ferrarese e, in particolare, della stazione più interna del Parco del Delta, quella delle valli di Campotto, si estende su un'area ampia e articolata, caratterizzata da conche geomorfologiche con terreni prevalentemente limoso-argillosi di origine alluvionale, in gran parte occupata fino al XVIII secolo da paludi. L'area è stata progressivamente bonificata con trasformazione delle paludi prevalentemente in risaie, ma ancora alla fine del XIX secolo presentava superfici paludose. Nel complesso è presente la fattoria didattica dell'Oasi del Quadrone.
- Bosco ripariale del torrente Gaiana. Il bosco igrofilo si snoda lungo il torrente Gaiana. Il corso d'acqua scende dal monte Calderaro, creando una zona ripariale dove dà rifugio a una moltitudine di fagiani (Phasianus colchicus) ma anche caprioli (Capreolus capreolus) che da poco hanno iniziato a ricolonizzare la pianura per sovrappopolamento dal vicino Appenino. Sono presenti anche le istrici (Hystrix cristata) e spesso vengono rinvenuti aculei di esse. In giugno è un ambiente riproduttivo di molte lucciole (Lampyris): esse sono dei bioindicatori perciò la qualità dell'acqua e dell'aria sono ottime. Diversi avvistamenti testimoniamo la ricomparsa del lupo (Canis lupus italicus) probabilmente perché ha seguito le sue prede i caprioli. Quindi in questo luogo sono presenti specie particolarmente protette dalla Convenzione di Berna (L. 5/8/1981, n. 503, in vigore per l'Italia dall'1/6/1982).

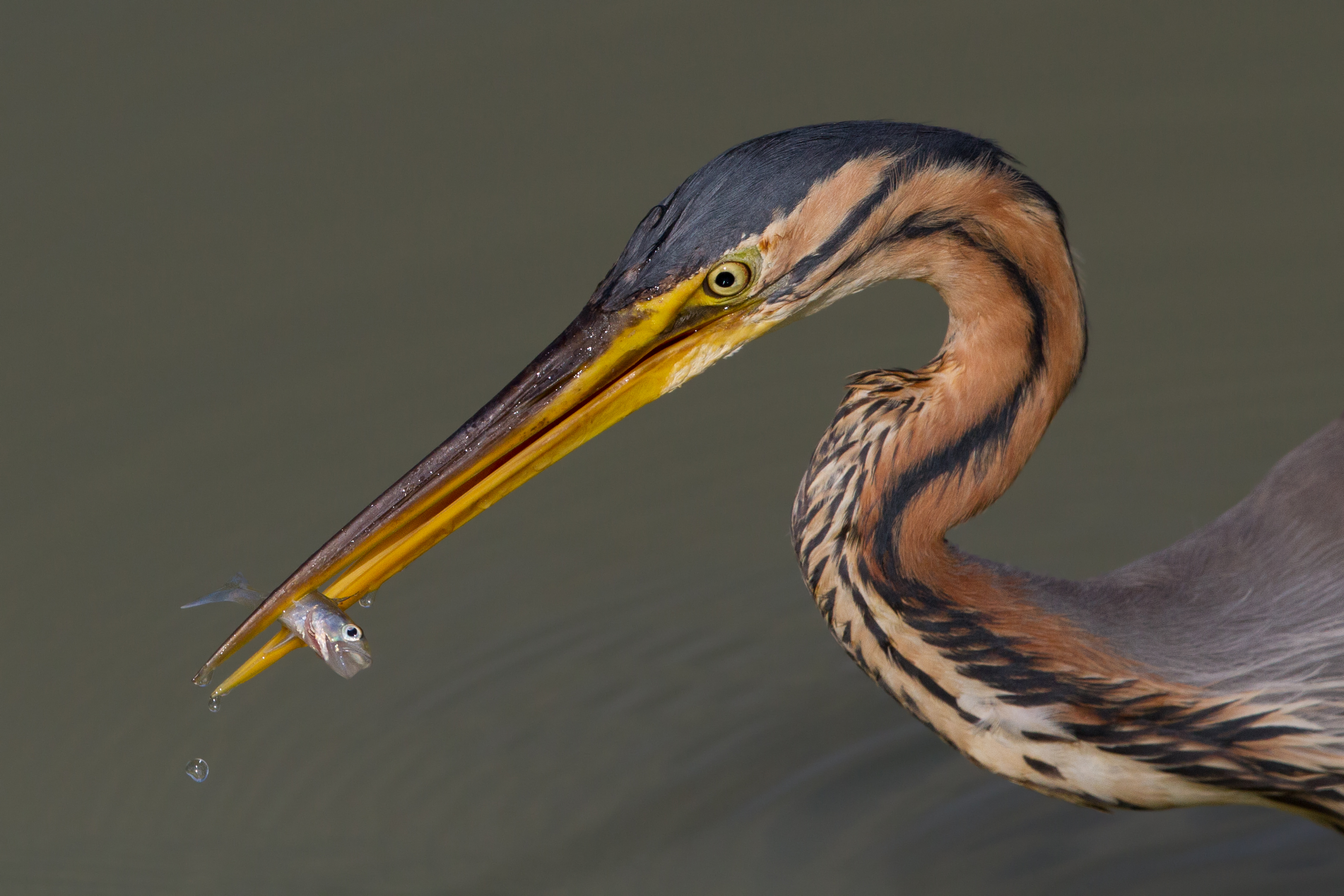
Airone rosso

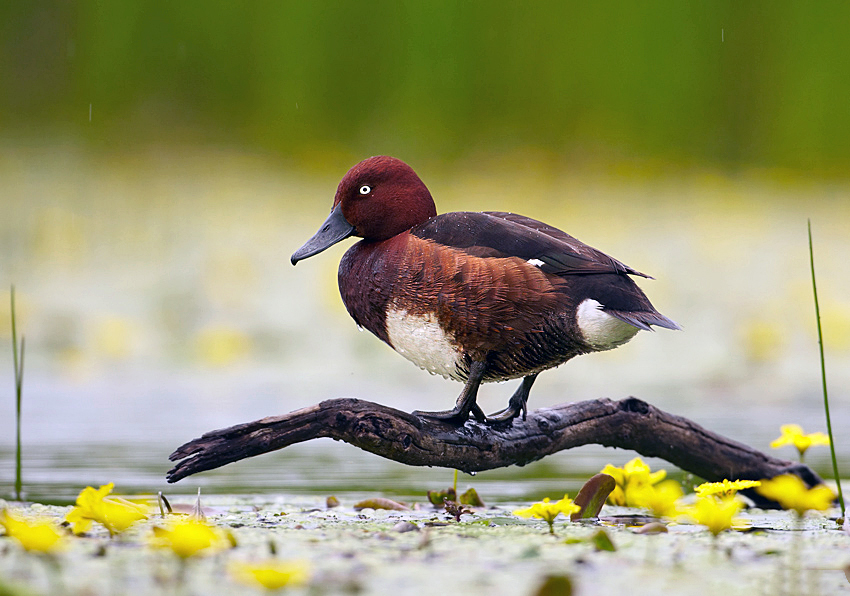
Moretta tabaccata

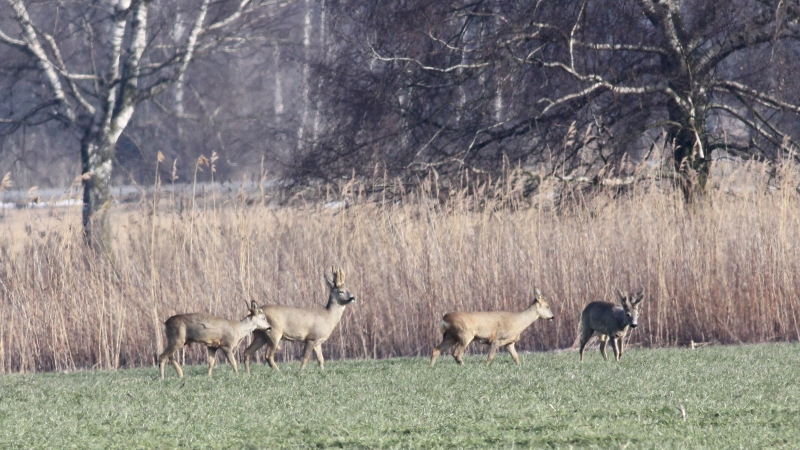
Caprioli

## Cultura
L'Associazione culturale di Villa Fontana e la Polisportiva di Villa Fontana promuovono insieme la cultura, le feste e lo sport a Villa Fontana. Hanno sede nelle scuole vecchie, edificio in stile Liberty costruito nel 1906. Nelle scuole vecchie è conservato anche l'archivio storico comunale.
- Centro visite radiotelescopi di Medicina "Marcello Ceccarelli", museo sui radiotelescopi che racconta la storia e l'elaborato funzionamento delle strutture che ogni giorno perlustrano lo spazio; durante le visite guidate gli scienziati dell'INAF conducono esperimenti.[6]

### Istruzione
- Asilo "Sant'Angelo Custode";
- Scuola elementare statale "Enzo Biagi".

### Musica
A Villa Fontana nacque Ansaldo Poggi, celebre mastro liutaio del novecento bolognese.

### Teatro
A Villa Fontana è presente un piccolo teatro, dove per Natale e per Pasqua hanno luogo rappresentazioni e commedie in dialetto locale.

### Cucina
A Villa Fontana, come tutte le zone attorno a Bologna, le cuoche tradizionali della Cucina bolognese sono chiamate razdore.
Sono coltivate le seguenti specialità ortofrutticole:
- Cipolla di Medicina IGP[7]
- Pera dell'Emilia-Romagna DOP;
- Patata di Bologna DOP;
- Asparago verde di Altedo IGP;

Riso: fino alla metà del secolo scorso i territori a nord del comune erano utilizzati a risaia con l'impiego soprattutto femminile delle mondine; recentemente nei terreni della Partecipanza (La Vallona) il riso è tornato.

## Eventi e ricorrenze
- 28 o 29 febbraio: Lòm a mêrz (luce a marzo): falò per l'inizio della primavera, presso l'Associazione culturale;
- Domenica dopo Pasqua: Estemporanea di pittura, per le vie del borgo;
- Maggio o giugno: Corsa ciclistica Memorial Mioli;
- 3º weekend di giugno: Festa delle spighe, in parrocchia;
- 2º weekend di settembre: In attesa del Barbarossa, presso l'Associazione culturale;
- Dicembre: Concerto dedicato al Maestro Poggi;
- 13 dicembre: Santa patrona con mercatino di Natale e presepe vivente in piazza Bersani;
- Nella rievocazione storica del Barbarossa a Medicina, Villa Fontana è rappresentata dalla Torre del porco.

## Infrastrutture e trasporti
- Stazione ferroviaria e casello della ex linea Budrio-Massa Lombarda, attiva dal 1887 al 1964;
- I trasporti pubblici sono regolamentati dal servizio bus TPER e Autoguidovie;
- Via San Vitale che, partendo dall'omonima porta di Bologna porta a Ravenna;
- «Trasversale di pianura» (SP3).
- Colonnina per la ricarica dei veicoli elettrici tipo Quick Charge con tempo di ricarica di circa 2 ore. Operativa da febbraio 2020 in piazza Bersani fa parte del "Piano per la diffusione della mobilità elettrica".